# Avenue Félix-Faure (Paris)
Pour les articles homonymes, voir Avenue Félix-Faure.
L’avenue Félix-Faure est une avenue du 15e arrondissement de Paris.

## Situation et accès
L'avenue Félix-Faure commence place Étienne-Pernet et aboutit rue Leblanc, au niveau de la place Balard.
Elle croise la rue de Javel, la rue de la Convention, la rue Duranton et la rue de Lourmel.
La rue de l'Église, la rue Oscar-Roty, la rue Serret, la rue Houdart de Lamotte, la rue François-Coppée, la rue Tisserand, la rue Jean-Maridor, la rue Félix-Faure, la rue Vasco-de-Gama, le square Jean-Cocteau et la rue Bouilloux-Lafont commencent ou aboutissent dans cette avenue.
Ce site est desservi par les stations de métro Félix Faure, Boucicaut, Lourmel et Balard.

## Origine du nom

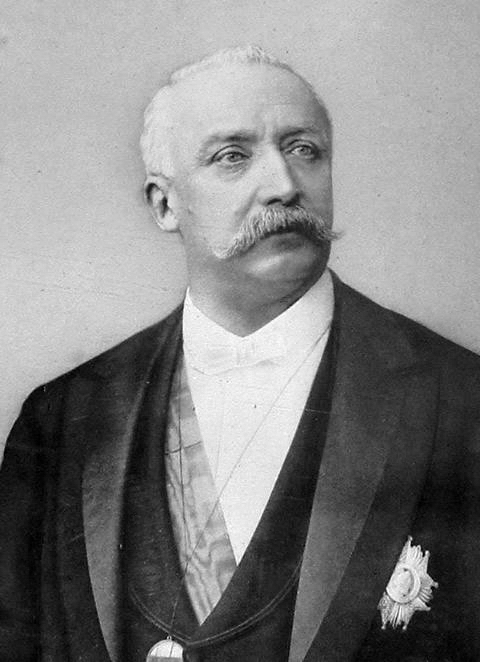
Félix Faure.

Elle porte le nom de Félix Faure (1841-1899), président de la République française de 1895 à 1899.

## Historique
Cette voie de l'ancienne commune de Grenelle portait le nom de « rue Herr », du nom d'un géomètre qui traça les plans de Grenelle, avant son rattachement dans la voirie de Paris en 1863. Elle a pris son nom actuel par arrêté du 7 décembre 1900.
Une partie de l'avenue Félix-Faure a été détachée, en 1907, pour former la place Étienne-Pernet.

## Bâtiments remarquables et lieux de mémoire
- No 61 : domicile d'Albert Perrin, où il est mort[1].
- No 71 : la crèche de l'Espérance de la fondation Maria-Chauvière.
- No 72 : de 1909 à 2012, le Patronage laïque du 15e – Maison pour tous, depuis 2012, le Patronage laïque Jules-Vallès.
- Place Jenny-Alpha
- Square Jean-Cocteau.

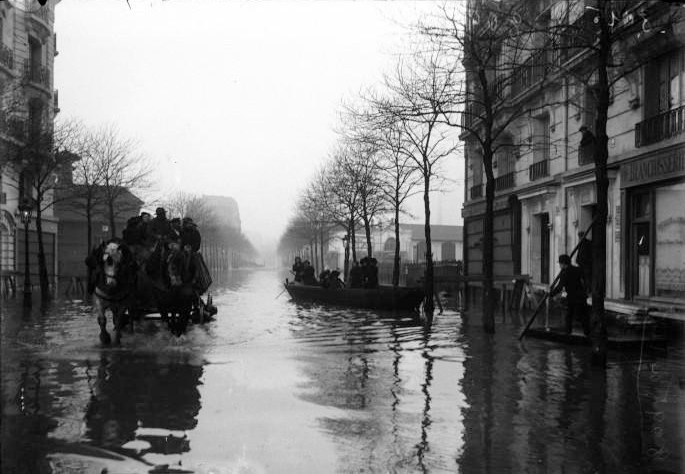
L'avenue Félix-Faure lors des inondations de Paris en 1910.
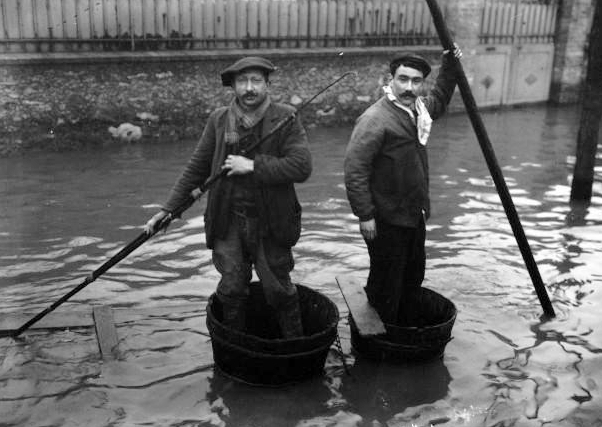
Deux hommes naviguant dans l'avenue dans des baquets en guise de barque.
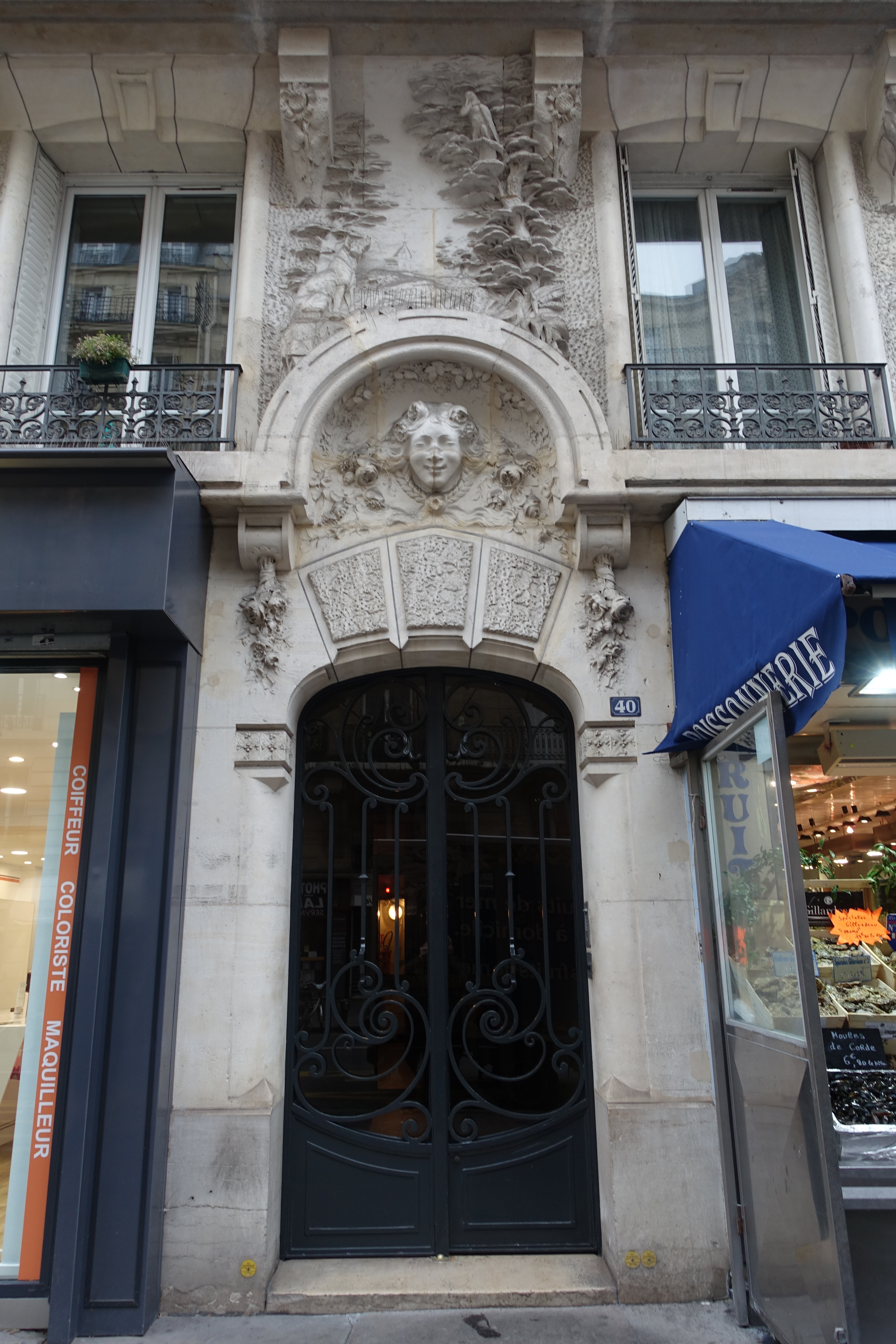
Sculpture au-dessus d'une porte au no 40.
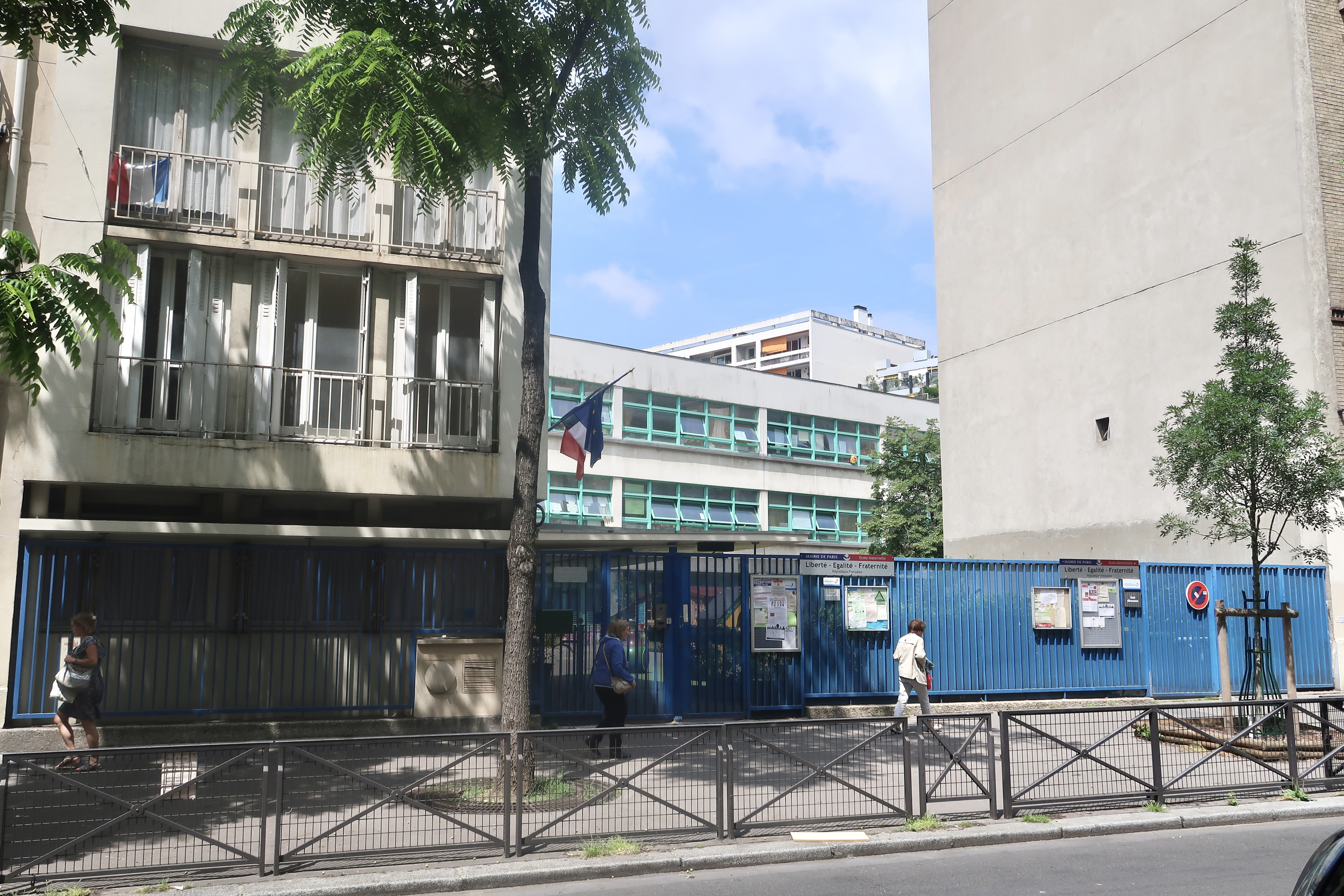
École maternelle et élémentaire au no 56.
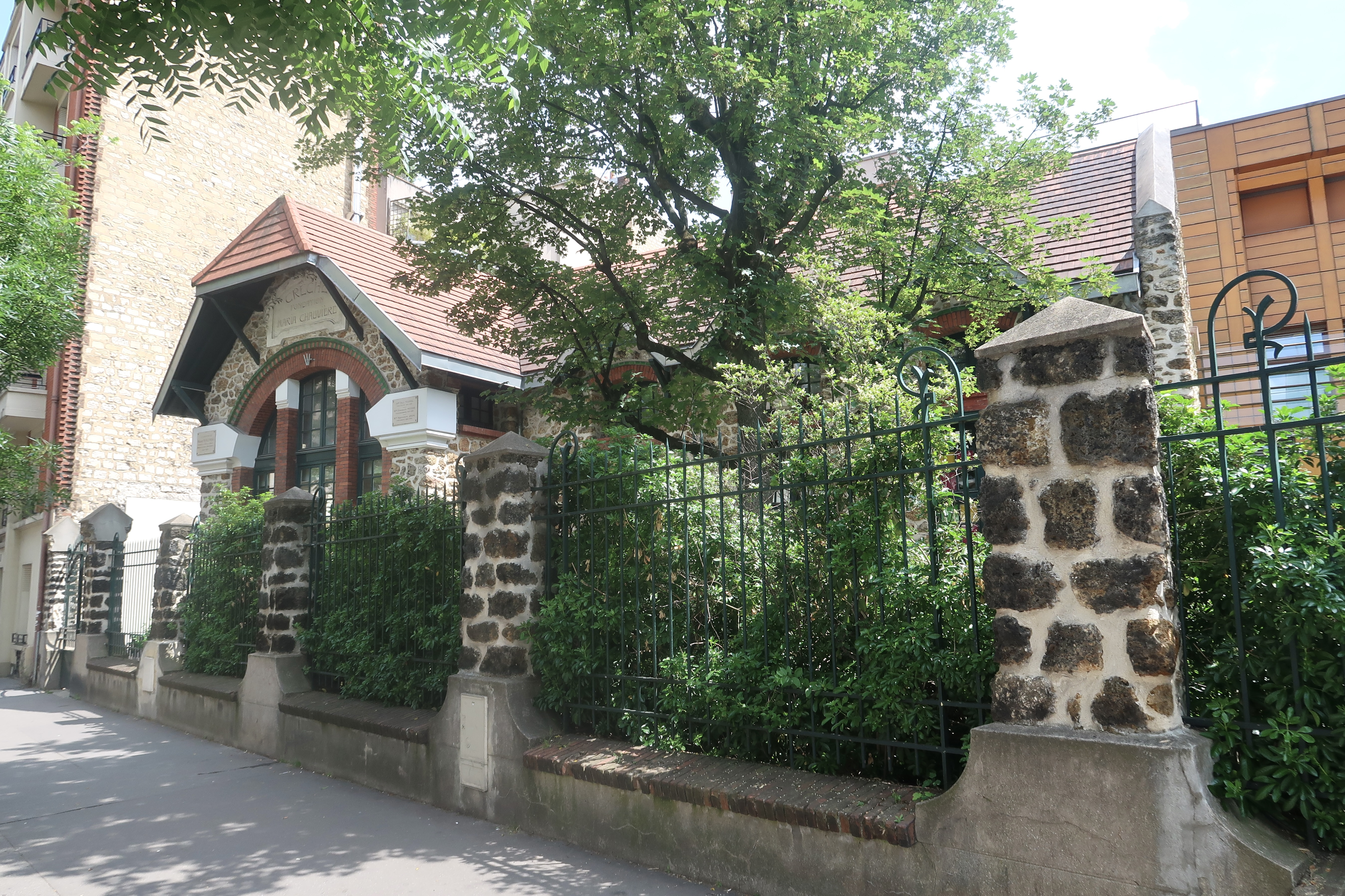
Crèche au no 71.
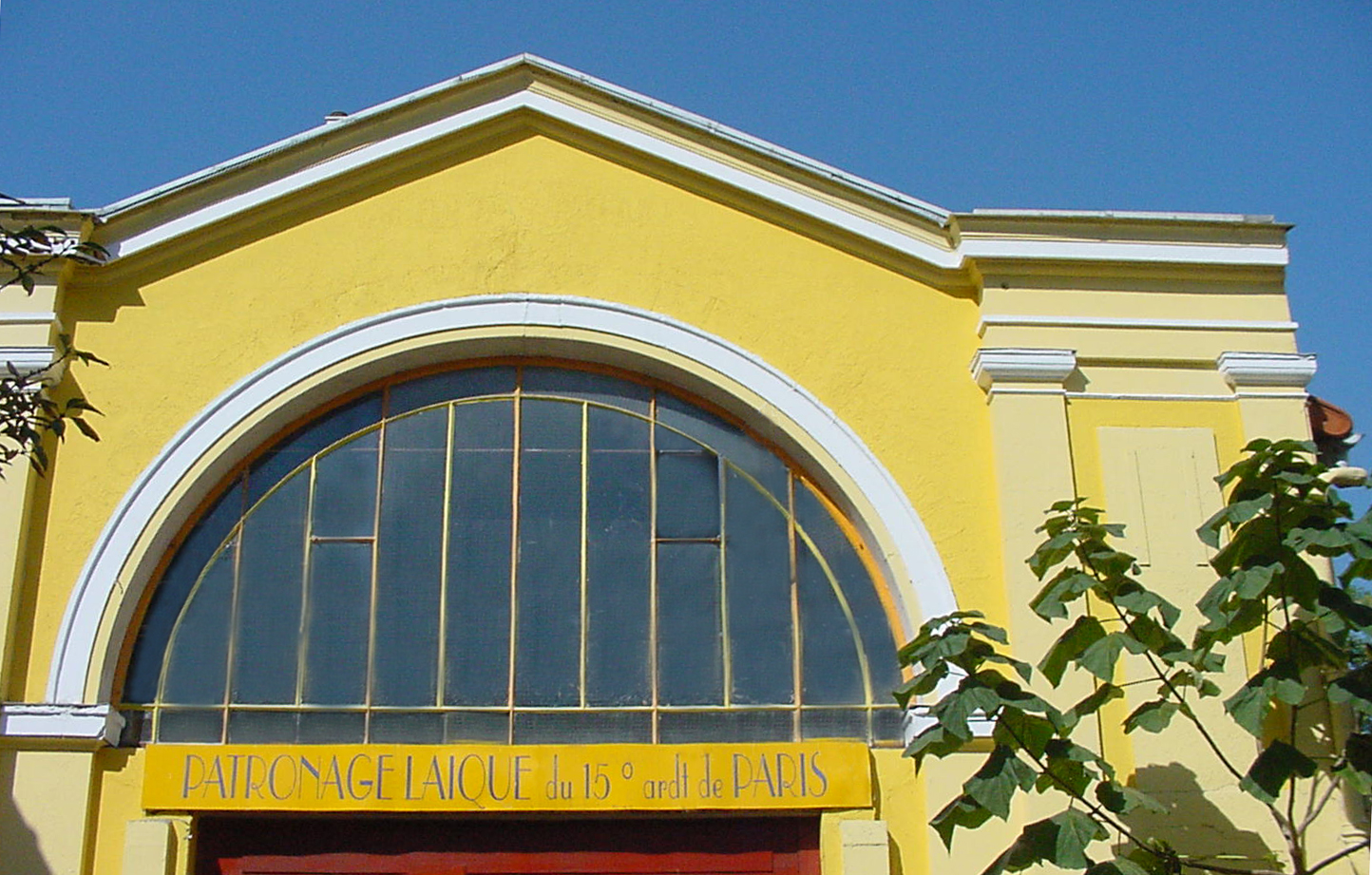
Patronage laïque au no 72 (ancienne façade).
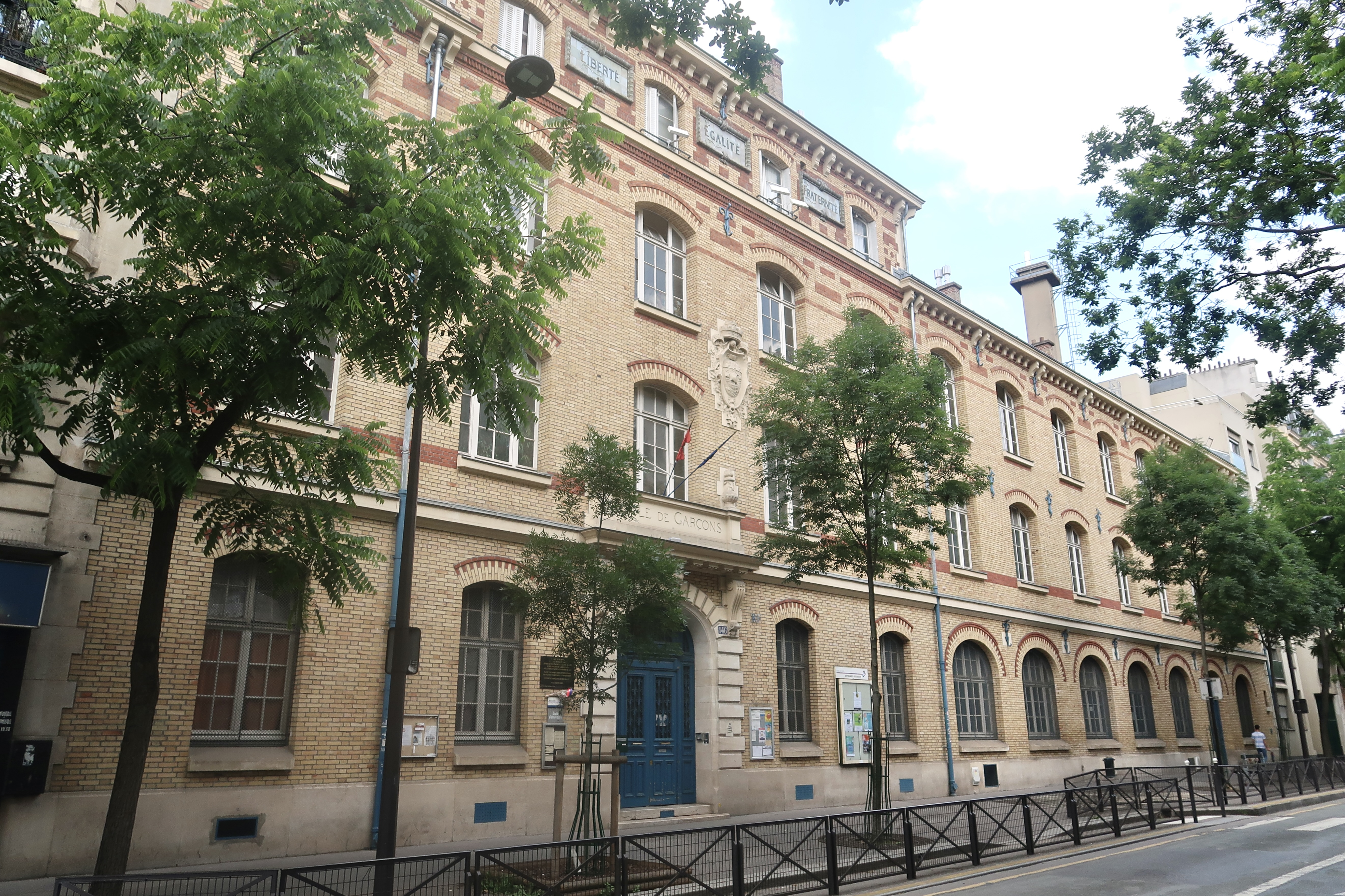
École élémentaire au no 146.